# Ockhams ragekniv
Ockhams (Occams) ragekniv er i vore dage et universelt accepteret epistemologisk (erkendelsesfilosofisk) grundprincip som skærer unødige elementer væk fra en forklaring, også kaldet parsimoni-princippet. Udtrykket er opkaldt efter den engelske filosof, William af Ockham (ca. 1288-1347) forstås i dag som en formaning om at "blandt konkurrerende hypoteser skal den hypotese som bygger på færrest antagelser foretrækkes". Den findes i flere formuleringer i Ockhams værker på Latin som Numquam ponenda est pluralitas sine necessitate ("flere ting skal aldrig antages uden nødvendighed"), eller Frustra fit per plura quod potest fieri per pauciora "det er nytteløst at gøre med flere elementer det som kan gøres med færre". Ofte formuleres princippet som entia non sunt multiplicanda praeter necessitatem "man skal ikke unødigt forøge antallet af elementer", men denne formulering er ikke Ockhams.
Ockhams forståelse havde inspiration i Aristoteles (384–322 f.v.t.) som først formulerede princippet i værket Analytica posteriora. Han skrev at "Vi må antage at alt andet lige er den demonstration at foretrække som bygger på færre antagelser eller hypoteser". Ptolemæus (c. 90 evt.– c. 168 evt.) brugte formuleringen, "Vi anser det for et godt princip at forklare fænomenerne ved den simplest mulige hypotese".
Princippet er i dag et almindeligt anerkendt grundprincip inden for videnskabsteorien.

## Eksempler

### Første eksempel
Det har stormet, og det observeres efter stormen, at et træ er væltet. Der opstilles nu tre forklaringsmodeller:
1. Stormen har væltet træet
2. Træet blev væltet af 100 meter høje rumvæsener
3. Stormen har væltet træet, og Gud sendte stormen

I valget mellem forklaring 1. og 2. siger rageknivens princip, at 1. er at foretrække, da den kun bygger på en antagelse om et velkendt fænomen (at en storm kan vælte et træ), mens forklaring 2. antager den sensationelle eksistens af 100 meter høje rumvæsener.
I valget mellem forklaring 1. og 3. siger rageknivens princip, at forklaring 1. er at foretrække, da forklaring 3. består af forklaring 1. samt en yderligere antagelse (om Guds eksistens og indblanding i en jordisk hændelse).

### Andet eksempel
Vi har tre forklaringer på hvordan og hvorfor ting opfører sig som de gør under påvirkning af kræfter:
1. Newtons love
2. Einsteins relativitetsteori
3. Lorentz' teori om, at længde trækker sig sammen og tid udvider sig, når det bevæger sig gennem æter

Før man opdagede relativistiske afvigelser fra Newtons love, foreskrev den første version af ragekniven, at man fortrak 1., da den er simplere, mens den anden version sagde, at man ikke skulle bruge tings bevægelser til at underbygge, at lysets hastighed var konstant (grundantagelserne i den specielle relativitetsteori er, at Newtons love gælder ved lave hastigheder, samt at lysets hastighed er den samme i alle inertialsystemer), eller at æteren eksisterede. 
Da man havde opdaget de relativistiske afvigelser, er Newtons love ikke længere nogen tilstrækkelig forklaring, da den ikke forklarer alle observationer. Den første version siger nu, at 2. er at foretrække for 3., da det er simplere ikke at have en æter, den anden version siger, at vi ikke skal bruge de relativistiske afvigelser fra Newtons love til at underbygge eksistensen af en æter.